# Regeringen Jäätteenmäki
Anneli Jäätteenmäkis regering var Republiken Finlands 68:e regering, vari ingick Finlands socialdemokratiska parti, Centern i Finland samt Svenska folkpartiet. Ministären, som regerade i 69 dagar 17 april–24 juni 2003, var Finlands fjärde mest kortvariga. Jäätteenmäkiministären följdes av Regeringen Vanhanen I, vilken i stort sett behöll samma sammansättning. Statsministern, Anneli Jäätteenmäki, var Finlands första kvinnliga statsminister.  Det var ett historiskt skeende, då såväl republikens president (Tarja Halonen) som statsministern var kvinnor.

## Ministrar
| Minister                                                | Period              | Parti |
| ------------------------------------------------------- | ------------------- | ----- |
| Statsminister Anneli Jäätteenmäki                       | 17.4.2003–24.6.2003 | C     |
| Utrikesminister Erkki Tuomioja                          | 17.4.2003–24.6.2003 | SDP   |
| Justitieminister Johannes Koskinen                      | 17.4.2003–24.6.2003 | SDP   |
| Inrikesminister Kari Rajamäki                           | 17.4.2003–24.6.2003 | SDP   |
| Försvarsminister Matti Vanhanen                         | 17.4.2003–24.6.2003 | C     |
| Finansminister Antti Kalliomäki                         | 17.4.2003–24.6.2003 | SDP   |
| Andra finansminister Ulla-Maj Wideroos                  | 17.4.2003–24.6.2003 | SFP   |
| Undervisningsminister Tuula Haatainen                   | 17.4.2003–24.6.2003 | SDP   |
| Jord- och skogsbruksminister Juha Korkeaoja             | 17.4.2003–24.6.2003 | C     |
| Kommunikationsminister Leena Luhtanen                   | 17.4.2003–24.6.2003 | SDP   |
| Handels- och industriminister Mauri Pekkarinen          | 17.4.2003–24.6.2003 | C     |
| Social- och hälsovårdsminister Sinikka Mönkäre          | 17.4.2003–24.6.2003 | SDP   |
| Omsorgsminister Liisa Hyssälä                           | 17.4.2003–24.6.2003 | C     |
| Arbetsminister Tarja Filatov                            | 17.4.2003–24.6.2003 | SDP   |
| Miljöminister Jan-Erik Enestam                          | 17.4.2003–24.6.2003 | SFP   |
| Kulturminister Tanja Karpela                            | 17.4.2003–24.6.2003 | C     |
| Region- och kommunminister Hannes Manninen              | 17.4.2003–24.6.2003 | C     |
| Utrikeshandels- och utvecklingsminister Paula Lehtomäki | 17.4.2003–24.6.2003 | C     |